# Crossomitrium goebelii
Crossomitrium goebelii är en bladmossart som beskrevs av C. Müller 1897. Crossomitrium goebelii ingår i släktet Crossomitrium och familjen Daltoniaceae. Inga underarter finns listade i Catalogue of Life.